# Villers-le-Château

Villers-le-Château este o comună în departamentul Marne, Franța. În 2009 avea o populație de 257 de locuitori.